# Óscar Murillo
Óscar Murillo (* 18. April 1988 in Armenia) ist ein kolumbianischer Fußballspieler.

## Karriere

### Klub
Er war in seiner Jugend bis 2005 Teil Boca Juniors Youth Academy. Im Jahr 2006 war er für CA Lanús aktiv. Danach in Kolumbien bei Centauros Villavicencio zog es ihn zum Zweitligisten Deportes Quindío, von welchen er von Februar bis Ende Juni 2010 an das MLS-Franchise Colorado Rapids ausgeliehen wurde, wo er nicht zum Einsatz kam. Nach seiner Rückkehr bestritt er ein paar Partien in der ersten Liga und wechselte dann nach Pereira in die zweite Liga. Dort kam er nur in der Hinrunde- zum Einsatz und wurde zum Jahreswechsel für zwei Jahre zu Atlético Nacional verliehen, wo er in der Copa Libertadores eingesetzt wurde. Zum Jahreswechsel 2014 wurde er fest von Nacional verpflichtet und stieg mit ihnen ab.
Sein großer Durchbruch gelang zum Jahresstart 2016 mit dem Wechsel zum CF Pachuca nach Mexiko, wo die Meisterschaft errungen wurde und in der Folgesaison der Gewinn der Champions League gelang. Bei der darauffolgenden Klub-WM im Einsatz erreichte er mit dem Team den dritten Platz.

### Nationalmannschaft
Am 24. März 2016 feierte er sein Debüt über die volle Spielzeit mit einem 3:2-Sieg bei der WM-Qualifikation 2018 gegen Bolivien. Nach einem weiteren Einsatz fiel er für die Copa América Centenario wegen muskulärer Probleme aus. Ab September, zunächst in der WM-Qualifikation und dann bei der Weltmeisterschaft 2018 gegen Japan spielte er wieder. Am 15. Oktober 2019 war sein bisher letzter Einsatz, wobei er später noch mehrfach nur berufen wurde.